# Revue critique des idées et des livres
La Revue critique des idées et des livres (1908-1924) est une revue politique et littéraire française bimensuelle lancée en avril 1908 par l'éditeur Jean Rivain et l'écrivain et critique littéraire Eugène Marsan.

## Orientation de la revue
D'inspiration maurrassienne, elle est, avant la Première Guerre mondiale, le porte-parole de l'école néo-classique et du nationalisme littéraire. Elle est également proche des idées syndicalistes et néo-royalistes développées par le Cercle Proudhon, alors animé par Henri Lagrange et Georges Valois. Fédéraliste, elle soutient fortement le mouvement de décentralisation et de renaissance des identités régionales qui apparaît au début du XXe siècle.
D'une grande qualité littéraire, rassemblant la fine fleur des écrivains nationalistes, la Revue critique dispose rapidement d'une influence étendue. Elle dialogue avec la Nouvelle Revue française, que lancent à la même époque  André Gide et Jacques Copeau et qui milite elle aussi pour une renaissance classique. Elle fait campagne contre le romantisme, le « bovarysme » (concept lancé par Jules de Gaultier), la fraction décadente du symbolisme et le théâtre en vogue.

## Défense du classicisme, éloge de Stendhal, promotion de l'école romane et de l'école fantaisiste
Farouchement attachée à Stendhal, elle défend l'idée d'un classicisme ouvert, vivante expression du génie français. Accueillant une grande variété de goûts littéraires, elle soutient aussi bien la renaissance des littératures régionales, en faisant une large place aux poètes de l'école romane, Maurice du Plessys, Raymond de La Tailhède, Ernest Raynaud, Lionel des Rieux, que la jeune école fantaisiste représentée dans ses colonnes par Paul-Jean Toulet, Francis Carco, Jean-Marc Bernard, Tristan Dérème, Tristan Klingsor, Jean Pellerin et Léon Vérane. Lors de la campagne menée par l'Action française contre les idées d'Henri Bergson durant l'année 1914, les principaux animateurs de la revue refusent de choisir entre leur fidélité à Maurras et leur admiration pour Bergson et la revue prend alors ses distances avec le mouvement maurrassien.
La revue publie plusieurs numéros spéciaux consacrés à Richelieu, Rousseau, Stendhal, Mistral, Moréas et Barrès.

## Rédacteurs
La rédaction de la revue est durement touchée lors du premier conflit mondial : dix-sept de ses jeunes rédacteurs, soit plus du tiers de son effectif, sont tués ou portés disparus. Les survivants relancent la publication en 1919, mais le nouveau contexte politique et littéraire n'est plus réellement porteur. Le groupe se disperse en mai 1924 pour rejoindre la Revue universelle, récemment créée par Jacques Bainville et Henri Massis, qui exprime une ligne maurrassienne plus classique, ou d'autres revues de la mouvance royaliste (Cahiers d'Occident, Latinité, la Revue du siècle) 
Parmi ses principaux collaborateurs :
- écrivains : Maurice Barrès, Charles Maurras, Henri de Régnier, Mme la comtesse Anna de Noailles, Henry Bordeaux, Paul Bourget, Léon Daudet, Jacques Boulenger, Marcel Boulenger, René Boylesve, Claude Aveline, Maurice de Noisay, Thierry Sandre, Maurice Donnay, Maurice Brillant, Pierre Benoit, Adrien Mithouard, Henri Pourrat
- historiens, essayistes, théoriciens : Jacques Bainville, Lucien Moreau, Georges de Pascal, le marquis René de La Tour du Pin Chambly, le marquis Marie de Roux, François Renié, Jean Longnon, Louis Thomas, Pierre Varillon, Jean Lucas-Dubreton, Georges Valois, Henri Lagrange (Cercle Proudhon)
- poètes : Paul-Jean Toulet, Lionel des Rieux, Jean-Marc Bernard, Gérard d'Houville, Frédéric Plessis, Jean-Louis Vaudoyer, Fagus, Louis le Cardonnel, Ernest Raynaud, Jacques Reynaud, Charles Le Goffic, François-Paul Alibert, René Fernandat, Louis Pize, Jean Lebrau, Francis Eon, André Mabille de Poncheville, Noël Ruet, Philippe Chabaneix, Fernand Divoire, André Mary
- philosophes : Gilbert Maire, Gonzague Truc
- critiques littéraires : André Rousseaux, Henry Bidou, Gilbert Charles, Émile Henriot, Charles du Bos, Albert Thibaudet, Henri Clouard, André du Fresnois, Pierre Lasserre, Pierre Gilbert Crabos, Lucien Dubech, Louis Martin-Chauffier et André Thérive, Henri Martineau (spécialiste de Stendhal)
- journalistes et militants : Octave de Barral, Henri Rambaud, Henry Cellerier, Paul Acker, Charles Benoist, Jean d'Aulon (chroniqueur militaire)
- critiques d'art : Louis Dimier, Pierre du Colombier, François Fosca, Pierre Lalo (critique musicale), etc.